# Осока житня
Осока́ жи́тня (Carex secalina) — багаторічна рослина родини осокових. Невисока трава із лінійними листками, здатна утворювати дернини. Квіти дрібні, зібрані в непоказні суцвіття, плоди — горішки. Осока житня описана з Австрії, але поширена на осяжних теренах — від Європи до Далекого Сходу. Трапляється в лісостеповій і степовій зонах на солонцюватих луках і берегах водойм. Має обмежене значення як кормова рослина. Рідкісний вид, що охороняється міжнародним та національними законодавчими актами багатьох європейських країн, в тому числі в Україні занесений до національної Червоної книги.
Офіційну назву ця рослина отримала за зовнішню подібність її блідо-зелених колосків до колосків жита. Показово, що не тільки українська, але й наукові назви іншими мовами (наприклад, нім. roggen-segge, чеськ. ostřice žitná, словац. ostrica ražná, рос. осока ржаная тощо) мають таке саме тлумачення. Українська народна назва цієї рослини — осоча.

## Опис
Багаторічна, але недовговічна (інколи дворічна), трав'яниста рослина заввишки 5—40 см, що утворює щільні, а в окремих популяціях, негусті дернини. Гемікриптофіт. Кореневище коротке, інколи майже непомітне.
Стебла прямостоячі або висхідні, тригранні, гладенькі, при основі огорнуті листковими піхвами рожево-бурого, жовтувато-сірого або блідо-коричневого кольору. Листки трохи вищі за стебла, 2—3 мм завширшки, прості, пласкі, жорсткуваті, сіро-зелені. Покривні листки суцвіть мають широкі піхви завдовжки 0,5—4 см і довгі пласкі пластинки, причому листкова пластинка верхньої маточкової квітки за розміром значно перевищує усе суцвіття.
Суцвіття — складний, інколи розгалужений при основі колос, складений з 4—8 простих одностатевих колосків, розставлених майже по всьому квітконосу. Верхні 1—3 колоски чоловічі, завдовжки 1—2 см, розташовані на довгих ніжках, довжина яких дорівнює довжині піхов покривних листків. Чоловічі колоски зближені, булавоподібно-ланцетні, з обернено-яйцеподібними, тупуватими, блідо-зеленими лусками. Окрім типових одностатевих колосків інколи трапляються двозональні, у яких при основі чоловічих колосків є 1—2 недорозвинених додаткових жіночих колоски. Такі колоски можуть бути не лише андрогінними, а й гінекандричними, або навіть тризональними. Нижні 3—5 колосків у суцвітті жіночі. Вони мають довжину 1,5—3 см, ширину 0,6—0,8 см і розташовані на ніжках завдовжки до 2,5 см. Жіночі колоски розставлені, довгастобулавоподібні, густі та щільні. Їхні покривні луски на ⅓—½ коротші від мішечків, яйцеподібні, гострі, з шорстким кілем, із зеленою серединою та білуватими прозорими краями. Мішечки завдовжки 5—7 мм розташовані на ніжках завдовжки 0,3—0,4 мм. Вони двоопуклі, гладенькі, тьмяні, блідо-сірувато-жовті або блідо-зелені (згодом жовтуваті), з нечисленними тонкими жилками (спереду з 3—7, а ззаду з 1—3 або взагалі без жилок). Основа мішечків клиноподібна, від неї по краях тягнуться дуже вузькі коротковійчасті крила, які вгорі поступово переходять у плаский, спереду розщеплений, короткодвозубий, по краях зелений носик завдовжки до 2 мм (за іншими відомостями, він може сягати довжини 6—12 мм). Приймочок 3.
Плід — сухий, довгасто-оберненояйцеподібний, тригранний горішок, який заповнює лише частину мішечка.

## Поширення
Осока житня вперше була описана на теренах Австрії, однак ця країна знаходиться на периферії її ареалу, який має диз'юнктивний (розірваний) характер. Загалом в Європі цей вид зростає лише у центральній і східній її частинах, причому в обох регіонах нечисельний. Так, в Австрії осока житня відома здебільшого на північному сході (у Нижній Австрії), в Чехії приурочена до долини Ельби та півдня Моравії, в Словаччині — до Дунайської рівнини, а в Німеччині зрідка трапляється на південному сході країни. В Польщі цю рослину оголосили вимерлою у 1950-х роках, але в 2000-му знов виявили осередки зростання поблизу Іновроцлава. Серед європейських країн найбільш сприятливі умови для зростання цього виду в Угорщині, де площа придатних для осоки житньої біотопів становить близько 400 000 га. Крім того, ця рослина знайдена в Румунії, Молдові, Болгарії, на північному сході Хорватії, у сербській провінції Воєводина.
В Україні популяції цього виду знаходяться переважно у басейні середньої течії Дніпра, а саме: в Київській, Чернігівській, Черкаській, Полтавській, Кіровоградській і Дніпропетровській областях. За межами Придніпровської низовини кілька осередків знайдено по берегах річки Інгулець та її приток (в околицях Кривого Рогу), у басейні Сіверського Донця (південь Харківської та схід Луганської областей), у заплавах поблизу гирл Дніпра, Дністра, Дунаю, на берегах Тилігульського ліману (Одеська область тощо).
Далі на схід щільність популяцій цього виду зростає, що пов'язано з більшою поширеністю відповідних біотопів. Азійська частина ареалу осоки житньої включає Кавказ, Західну та Центральну Азію, Іран, Казахстан, Сибір південніше від широти Уральських гір. Від Байкалу і до Далекого Сходу відмічені нечисленні ізольовані популяції. У XXI столітті під впливом людської діяльності виникли нові осередки зростання осоки житньої у місцевостях, де вона раніше достеменно не росла. Наприклад, цей вид знайдено в Бельгії, також зареєстровано 7 популяцій у південно-східній частині штату Нью-Йорк (США). На нових місцях ця осока натуралізувалася, однак поки що не стала поширеною.

## Екологія
Загалом осока житня тяжіє до місцевостей з континентальним кліматом. Рослина є морозостійкою, світлолюбною, помірно вологолюбною. Віддає перевагу супіщаним і піщаним засоленим ґрунтам, однак може рости і на щільних суглинках. У природі осока житня займає вельми специфічні оселища — вона зростає виключно на солонцюватих ділянках (галофіт). До таких належать піщані та мулисті береги річок, солонуватих озер або мінеральних джерел, піщані солонцюваті западини і засолені сирі низькотравні луки. Часто буває приурочена до рудеральних (засмічених) територій, де зростає на схилах дамб, обабіч покинутих ланів, на пасовищах, у коліях і придорожніх канавах. В різних країнах її знаходили навіть у центрі великих міст (як правило, біля залізниць).
Очевидно, незначний антропогенний вплив (зокрема випасання) сприяє поширенню цього виду, однак надмірне антропогенне навантаження для осоки житньої згубне. Позитивний вплив випасання обумовлений двома чинниками: по-перше, травоїдні тварини не дають розвиватись на луках деревам і чагарникам, які зазвичай витісняють галофільну рослинність; по-друге, втоптуючи у вологий ґрунт діаспори цієї осоки, худоба сприяє їхньому швидкому проростанню. У непорушеному природному середовищі осока житня входить до складу рослинних угруповань таких союзів як Agropyro-Rumicion crispi, Scorzonero-Juncion gerardii, Puccinellion limosae та Meliloto dentati-Bolboschoenion maritimi. Попри високу насіннєву продуктивність і здатність насіння цього виду довго зберігати схожість, у фітоценозах він не панівний. Причина малого числа проростків по відношенню до числа насінин поки що не встановлена, деякі дослідники припускають, що його проростанню може заважати підвищена солоність ґрунту, до якої дорослі особини витривалі.
Розмножується цей вид вегетативним і насіннєвим способами. Вегетативне розмноження відбувається шляхом поділу кореневищ, у природі воно не поширене. В культурі кращий час для поділу рослин — квітень — травень. Цвітіння наступає в травні — липні. Запилення здійснює вітер. Плоди достигають у червні — липні. Як і в багатьох інших осок, насіння цього виду плавуче і розповсюджується потоками води (гідрохорія), але в окремих випадках для осоки житньої відмічено антропохорне поширення. У найпівнічнішому польському осередку осока житня зростала в колонії звичайних мартинів, отже зоохорне розповсюдження також для неї не виключене. Насіння цього виду проростає після 6-місячного періоду спокою, у травні. Розвиток рослин відбувається відносно повільно, перше цвітіння настає у трирічному віці.

## Значення і статус виду
Господарське значення цієї рослини вкрай незначне. У місцевостях, де осока житня локально чисельна, вкриті нею луки використовують як пасовища або сінокоси. Разом з тим, слід зауважити, що споживчі якості осокового сіна невисокі через жорсткість і загальну невисоку поживність цієї трави.
Осока житня занесена до Додатку I Бернської конвенції, Європейського Червоного списку, а також охороняється національними законодавствами багатьох європейських країн. Зокрема, в Україні вона занесена до Червоної книги у статусі вразливого виду, в Росії взята під охорону в трьох регіонах  — Ростовській області, Татарстані й Калмикії. Крім того, занесена до Червоної книги Молдови, Червоних списків Чехії, Німеччини, Словаччини і Польщі, причому в останніх трьох країнах стан виду оголошений критичним. Головними загрозами для цього виду визнані надмірне випасання і рекреаційне навантаження, другорядними — зміна середовища (розорювання ділянок, підвищення солоності ґрунту, осушення земель). В Україні охорону осоки житньої здійснюють Нижньоворсклянський регіональний ландшафтний парк, заказники «Гракове», «Любка», «Нижньопсільський».

## Таксономія
Осока житня належить до секції Secalinae підроду Carex, куди окрім неї входять ще 3—4 види. В межах виду виділяють два підвиди:
- Carex secalina subsp. secalina — номінативний підвид. Рослини заввишки 10—40 см з 2—3 чоловічими колосками у суцвітті.
- Carex secalina subsp. sabulosa — рослини заввишки 5—8 см, з добре розвиненим кореневищем та 1 чоловічим колоском у суцвітті[10].

Слід зазначити, що рослини з теренів Центрального і Східного Сибіру вирізняються малою висотою, негустою дерниною, меншим числом жилок на мішечку та коротшими покривними лусками. На цій підставі їх пробували виділити в окремий вид Carex eremopyroides V. Krecz, однак його самостійний таксономічний статус так і не був підтверджений.
За даними сайту The Plant List для цього виду зареєстровані такі синоніми:
- Carex hordeistichos var. microcarpa Boeckeler
- Carex hordeistichos var. microstachys Schur
- Carex hordeistichos var. secalina (Willd. ex Wahlenb.) Boott
- Carex secale Ledeb.
- Carex secalina var. secalina
- Kuekenthalia secalina (Willd. ex Wahlenb.) Fedde & J.Schust.[21]